# Rynna Jezior Rzepińskich
Rynna Jezior Rzepińskich este o arie protejată (sit de importanță comunitară — SCI) din Polonia întinsă pe o suprafață de 293,93 ha, integral pe uscat.

## Localizare
Centrul sitului Rynna Jezior Rzepińskich este situat la coordonatele 52°19′26″N 14°45′17″E / 52.324°N 14.7546°E.

## Înființare
Situl Rynna Jezior Rzepińskich a fost declarat sit de importanță comunitară în octombrie 2009 pentru a proteja 1 specie de plante și 7 specii de animale.

## Biodiversitate
Situată în ecoregiunea continentală, aria protejată conține 5 habitate naturale: Lacuri eutrofice naturale cu vegetație de tip Magnopotamion sau Hydrocharition, Turbării active, Mlaștini turboase de tranziție și turbării mișcătoare, Mlaștini împădurite, Păduri aluvionare cu Alnus glutinosa și Fraxinus excelsior (Alno-Padion, Alnion incanae, Salicion albae).
La baza desemnării sitului se află mai multe specii protejate:
- plante (1): moșișoare (Liparis loeselii)
- amfibieni (1): buhai de baltă cu burta roșie (Bombina bombina)
- mamifere (2): castor (Castor fiber), vidră de râu (Lutra lutra)
- nevertebrate (3): croitorul mare al stejarului (Cerambyx cerdo), libelule (Leucorrhinia pectoralis), Osmoderma eremita
- pești (1): zvârluga (Cobitis taenia)